# Шамаро, Александр Александрович
Александр Александрович Шамаро (1926, Саратов — 1995, Москва) — советский и российский журналист, публицист, литературовед, москвовед. Член Союза журналистов СССР.

## Биография
Родился в 1926 году в Саратове. Окончил филологический факультет Саратовского университета. В 1952 году переехал в Москву. Работал в ЦК ВЛКСМ. С 1959 года был заведующим отделением в журнале «Наука и религия». С 1984 по 1994 год вёл в этом журнале рубрики «История православия в России», «Рассказы у церковных стен», «Сорок сороков». Выпустил несколько книг по истории православия и старообрядчества в Москве. Изучал литературную топографию и топонимику Москвы. Выпустил книгу «Действие происходит в Москве. Литературная топография», издававшуюся в 1979 и 1988 годах. Последние годы жизни вёл в газете «Сегодня» рубрику о московской топонимике.
Жил в районе Свиблово по адресу: проезд Русанова, 35. Похоронен на Востряковском кладбище (колумбарий).

## Сочинения
- Шамаро А. А. О чем умалчивает церковный календарь. — М.: Московский рабочий, 1964. — 248 с.
- Романов А. А., Шамаро А. А. Смотровые вышки. — М.: Молодая гвардия, 1976. — 144 с.
- Шамаро А. А. Действие происходит в Москве. — М.: Московский рабочий, 1979. — 200 с. — 40 000 экз.
- Шамаро А. А. Куликовская битва. Дмитрий Донской и Сергий Радонежский // Вопросы научного атеизма. Вып. 25. Атеизм, религия, церковь в истории СССР / Акад. обществ. наук ЦК КПСС. Ин-т научного атеизма. — М.: Мысль, 1980. — С. 36—61. — 341 с. — 20 000 экз.
- Каргалов В. В., Шамаро А. А. Под московским стягом: (к 600-летию Куликовской битвы). — М.: Московский рабочий, 1980. — 112 с. — 50 000 экз.
- Шамаро А. А. Православие и русская культура: церковные притязания и историческая реальность. — М.: Знание, 1980. — 64 с.
- Шамаро А. А. Ивановский монастырь // Куранты : Историко-краеведческий альманах. Вып. 1 / Сост. Е. В. Кончин. — М.: Московский рабочий, 1983. — 368 с.
- Шамаро А. А. Тайна инокини Досифеи: Очерки / Предисл. В. Ф. Миловидова. — М.: Советская Россия, 1984. — 188 с.
- Шамаро А. А. Действие происходит в Москве: Литературная топография. — 2-е изд., перераб. и доп. — М.: Московский рабочий, 1988. — 224 с. — 50 000 экз. — ISBN 5-239-00064-6.
- Шамаро А. А. Русское церковное зодчество: символика и истоки. — М.: Знание, 1988. — 64 с. — (Новое в жизни, науке, технике. Сер. «Научный атеизм»; № 10).
- Шамаро А. А. Дело игуменьи Митрофании: Сб. очерков. — Л.: Лениздат, 1990. — 192 с. — ISBN 5-289-00562-5.
- Шамаро А. А. Рассказы у церковных стен. — М., 1996.